# Jack Greenwell
Jack Greenwell  (* 2. Januar 1884 in Crook, County Durham; † 20. November 1942 in Bogotá) war ein englischer Fußballspieler und -trainer.

## Karriere

### Spieler
Bevor Greenwell sich 1912 dem FC Barcelona anschloss, spielte er für seinen Heimatverein AFC Crook Town. Sein Debüt für Barcelona gab er am 29. September 1912 bei einem 4:2-Erfolg über FC Espanya de Barcelona. 1913 und 1916 gewann er an der Seite von berühmten Spielern wie Paulino Alcántara, Francisco Bru und Romà Forns die katalanische Meisterschaft.

### Trainer
Anschließend an seine Spielerkarriere wurde er 1917 erster offizieller Coach des FC Barcelona. Greenwell verblieb bis 1924 Trainer des FC Barcelona; nur Johan Cruyff verbrachte mehr aufeinanderfolgende Spielzeiten als Trainer des FC Barcelona. Sein erstes Spiel leitete er am 7. Juli 1917 bei einem 3:1-Sieg über CE Europa. In seiner ersten Amtszeit bei Barça konnte er fünfmal die katalanische Meisterschaft und zweimal den spanischen Pokal gewinnen.
Nachdem er Barcelona 1924 verließ, trainierte er von 1926 bis 1927 CD Castellón, ehe er darauffolgend Trainer von Espanyol Barcelona wurde. Greenwell führte Espanyol zu einem enttäuschenden siebten Platz in der neugegründeten Primera División in der Saison 1928/29. Tröstend für die Fans von Espanyol war jedoch der Gewinn der katalanischen Meisterschaft und der Copa del Rey im selben Jahr. Greenwell trainierte noch ein weiteres Jahr Espanyol, bis er 1931, über den Umweg RCD Mallorca, zum FC Barcelona zurückkehrte. Dort konnte er nicht an seine früheren Erfolge anknüpfen und gewann in zwei Jahren lediglich noch einmal die katalanische Meisterschaft. Dennoch ist er bis heute Rekordhalter für die meisten Saisons als Trainer des FC Barcelona.
Von 1933 bis 1934 war er Trainer des FC Valencia, die er zum Gewinn der Campeonato de Valencia und ins Finale der Copa de España, in dem das Team mit 1:2 Real Madrid unterlag, führte.
1939 ging Greenwell nach Peru und war Trainer von Universitario de Deportes und der peruanischen Nationalmannschaft. Mit Universitario de Deportes gewann er die peruanische Meisterschaft 1939 und mit der Nationalmannschaft als Gastgeber die Campeonato Sudamericano 1939.

## Erfolge
Spieler:
- Katalanische Meisterschaft: 1913, 1916

Trainer:
- Copa del Rey: 1920, 1922, 1929
- Katalanische Meisterschaft: 1919, 1920, 1921, 1922, 1924, 1929, 1932
- Peruanische Meisterschaft: 1939
- Copa América: 1939